# Philippe Kirsch

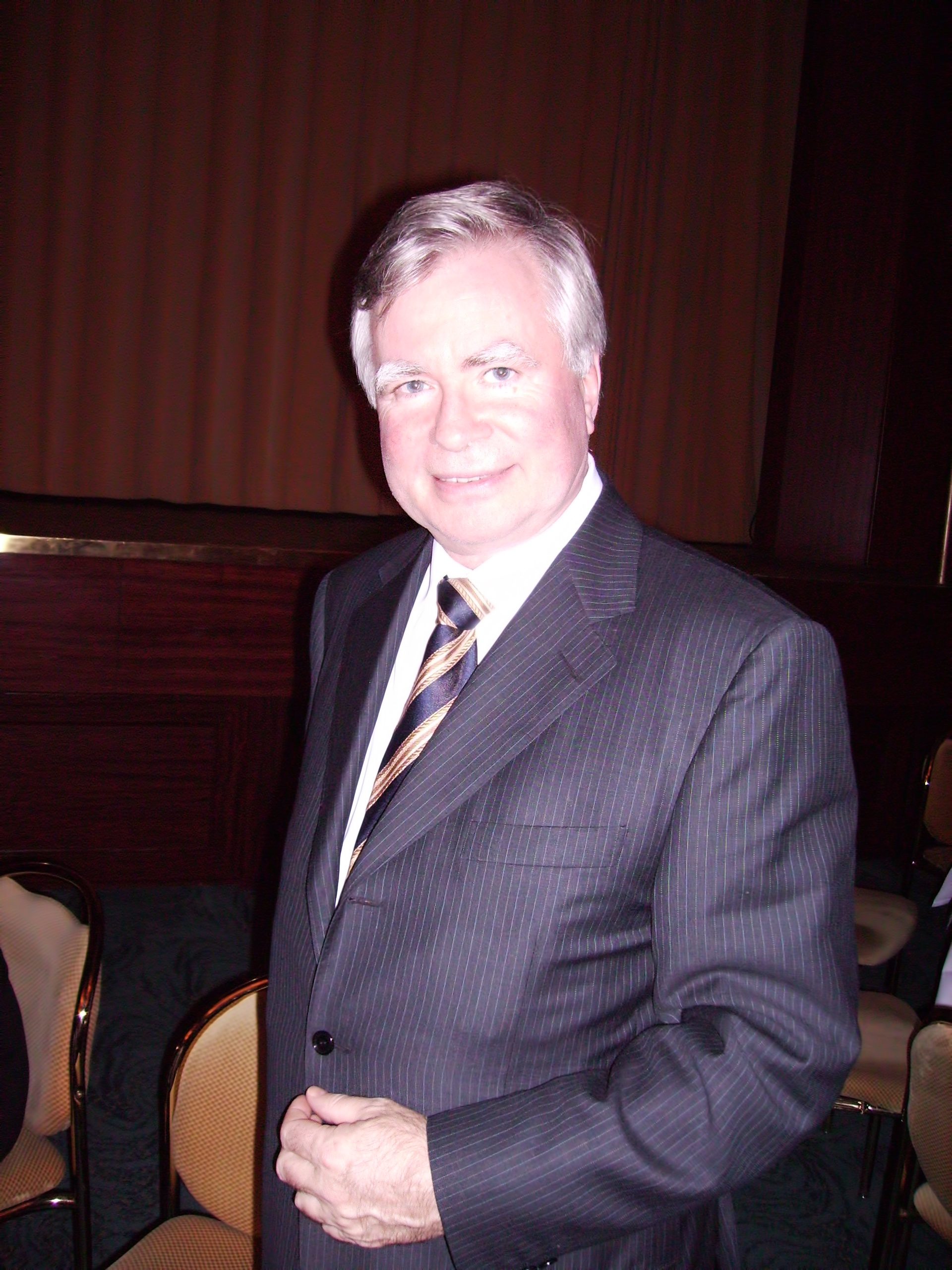
Philippe Kirsch (2006)

Philippe Kirsch QC OC (* 1. April 1947 in Namur, Belgien) ist ein belgisch-kanadischer Jurist und Diplomat. Von 2003 bis 2009 war er Richter am Internationalen Strafgerichtshof (IStGH) in Den Haag und in dieser Zeit auch dessen Präsident. 

## Leben
Kirsch, der in Belgien geboren wurde, zog im Alter von 14 Jahren mit seinen Eltern nach Kanada. Er erwarb 1966 einen Bachelor-Titel am Collège Stanislas in Montreal und studierte anschließend Rechtswissenschaften an der Universität Montreal, wo er 1969 das Lizenziat und 1972 den Master of Laws mit einer Arbeit zum Thema Le régime applicable à l'exploitation des ressources minérales des grands fonds marins erwarb. 1970 wurde er als Rechtsanwalt für Québec zugelassen. 
Nach seinem Eintritt in den diplomatischen Dienst Kanadas im Jahre 1972 war Kirsch zunächst bei der kanadischen Botschaft in Peru, der kanadischen UN-Vertretung in New York und der für die Vereinigten Staaten zuständigen Abteilung im kanadischen Ministerium für Auswärtiges und Außenhandel tätig. Anschließend war er von 1983 bis 1988 Leiter der Abteilung Legal Operations im kanadischen Außenministerium und ging dann nach New York, wo er Kanada als ständiger Repräsentant bei den Vereinten Nationen vertrat. 1992 erhielt er erneut einen Posten im Außenministerium, diesmal als Generaldirektor des Bureau of Legal Affairs und 1994 erfolgte die Ernennung zum Assistant Deputy Minister for Legal and Consular Affairs. Kirsch war zweimal offizieller Vertreter Kanadas vor dem Internationalen Gerichtshof (IGH) in Den Haag sowie im Fall Questions relating to the Obligation to Prosecute or Extradite (Belgium v. Senegal) von Belgien nominierter Ad-hoc-Richter am IGH. Er war von 1995 bis 1999 Mitglied des Ständigen Schiedshofs in Den Haag. Von 1999 bis 2003 war er kanadischer Botschafter in Schweden.
Kirsch ist eng mit der Entstehungsgeschichte des Internationalen Strafgerichtshofs in Den Haag verbunden. So war er im Juli 1998 Tagungsvorsitzender bei der Staatenkonferenz in Rom zur Errichtung des Gerichtshofs, welche in der Annahme des Rom-Statuts mündete, und leitete von 1999 bis 2002 die Vorbereitungskommission. Kirsch wurde als einer der ersten 18 Richter am 11. März 2003 vereidigt und darüber hinaus zum Präsidenten des Gerichtshofs gewählt. Dieses Amt hatte er bis 2009 inne.

## Auszeichnungen und Mitgliedschaften
Für seine Verdienste wurde Kirsch mehrfach ausgezeichnet. So wurde er 1988 zum Kronanwalt ernannt, 1999 erhielt er den Robert S. Litvack Human Rights Memorial Award, im selben Jahr den Minister of Foreign Affairs' Award for Foreign Policy Excellence und 2001 den William J. Butler Human Rights Medal Award. Am 4. November 2009 wurde er für seine Beiträge zum internationalen Strafrecht, insbesondere als Präsident des Internationalen Strafgerichtshofs, zum Officer of the Order of Canada ernannt.
Kirsch ist Vorsitzender des Kanadischen Komitees für Humanitäres Völkerrecht und Vorstandsmitglied des Kanadischen Rates für Völkerrecht. Zudem ist er Mitglied der Amerikanischen Gesellschaft für internationales Recht. Seit 2005 gehört er dem Institut de Droit international an.

## Schriften
- The Rome Conference on an International Criminal Court: the negotiating process. Mit John T. Holmes Kirsch. In: American journal of international law. Bd. 93, Nr. 1, 1999, ISSN 0002-9300, S. 2–12.
- The International Criminal Court: Current Issues and Perspectives. In: Law and contemporary problems. Bd. 64, Nr. 1, 2001, ISSN 0023-9186, S. 3.
- The birth of the international criminal court: the 1998 Rome Conference. Mit John T. Holmes Kirsch. In: Peace Research Abstracts. Bd. 39, Nr. 2, 2002, ISSN 0031-3599, S. 155–306.
- The role of the International Criminal Court in enforcing international criminal law. In: American University international law review. Bd. 22, Nr. 4, 2007, ISSN 1520-460X, S. 539–547.